# José Luis Rojas
José Luis Rojas (ur. 5 kwietnia 1992 w Junin) – peruwiański lekkoatleta. 
W 2011 zdobył złoty medal na Mistrzostwach Ameryki Południowej w Biegach Przełajowych na dystansie 8 kilometrów. Jako zwycięzca w swojej kategorii wiekowej wywalczył tym samym kwalifikację do mistrzostw świata, na których zajął 73. miejsce. Młodzieżowy wicemistrz Ameryki Południowej w biegu na 10 000 metrów z 2012. Srebrny medalista mistrzostw Ameryki Południowej (2013).